# Encephalartos villosus
Encephalartos villosus Lem., 1867 è una cicade della famiglia delle Zamiaceae, nativa del Sudafrica.

## Descrizione

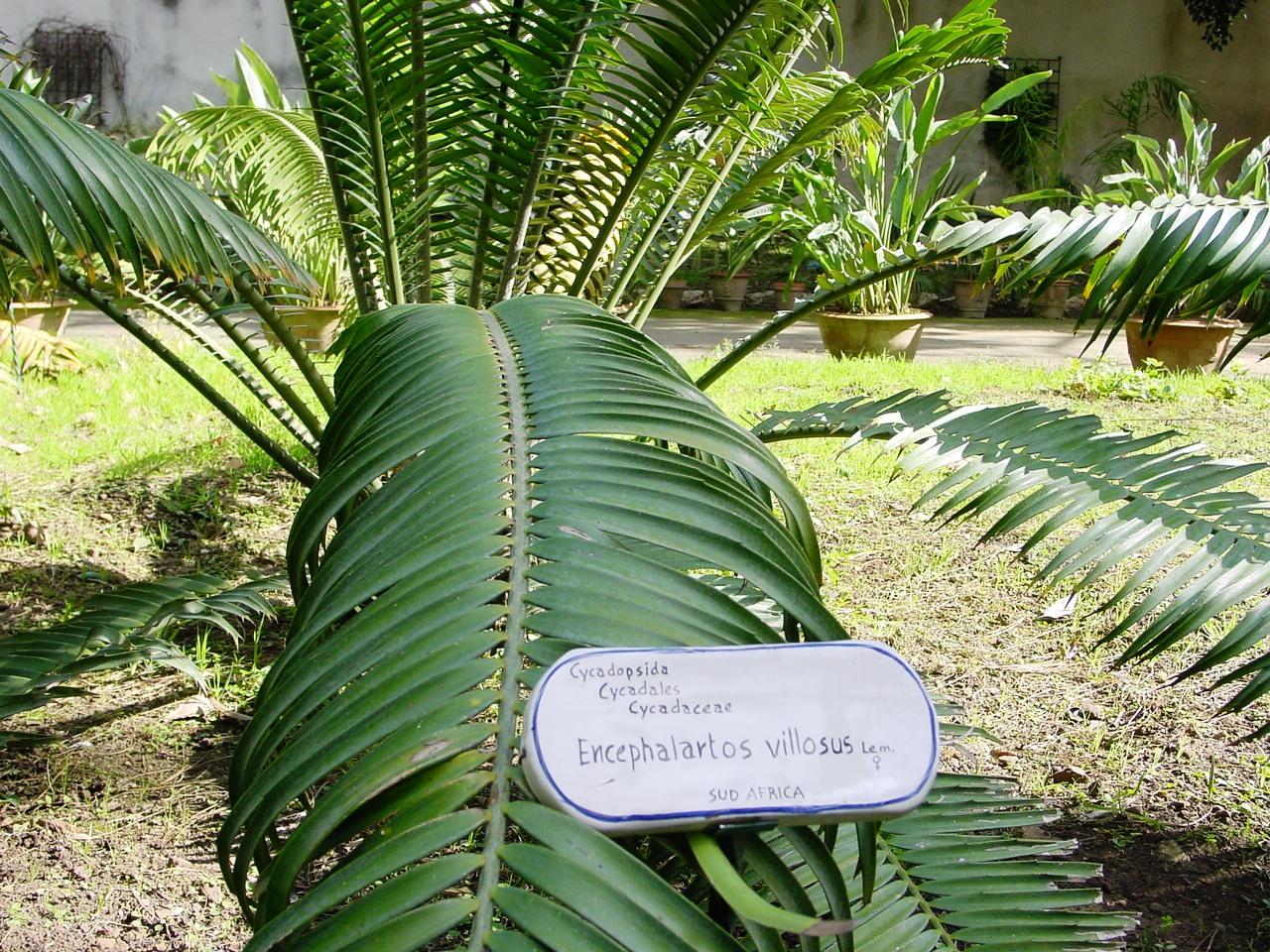

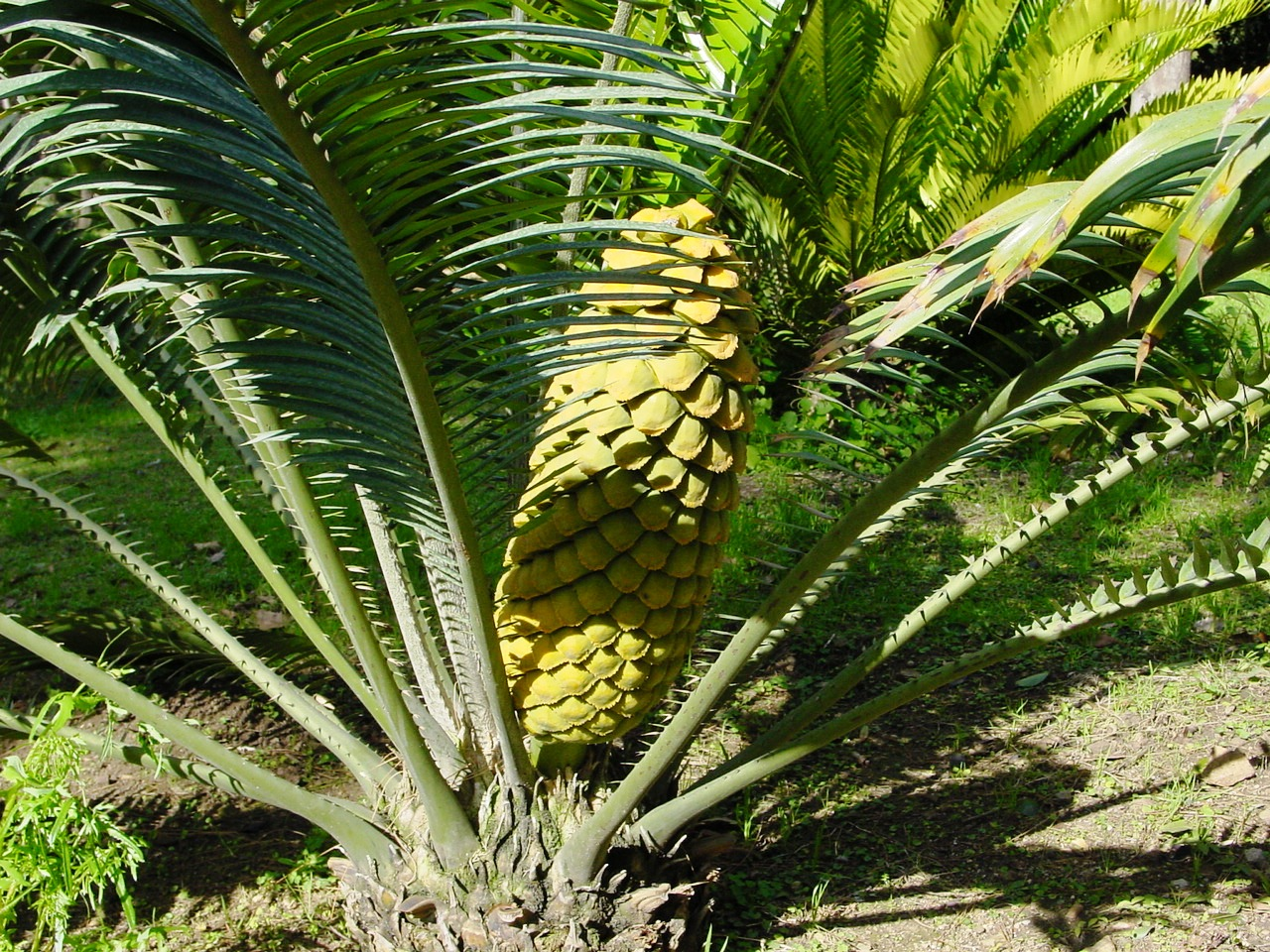
Cono femminile

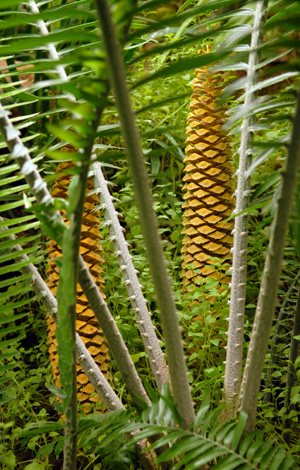
Coni maschili

Il tronco è in larga parte sotterraneo; la parte aerea, anche negli esemplari più vetusti,  non supera i 30 cm di altezza.
Le foglie sono lunghe da 1,5 m a 3 m, di colore verde scuro, brillanti. Sono foglie pennate, composte da svariate paia di foglioline lanceolate, con margine talora dentato,  inserite ad angolo retto su un rachide centrale eretto, di colore verde. Le foglie basali sono ridotte a spine.
I coni maschili, fusiformi, di colore giallo, sono lunghi da 50 a 70 cm. I coni femminili, ovoidali, anch'essi di colore giallo, sono lunghi 30–50 cm
I semi sono oblunghi, da 3 a 5 cm, di colore rosso.

## Biologia
È una specie dioica che si riproduce per impollinazione entomofila; tra i numerosi insetti che visitano i coni di questa specie l'impollinatore principale sembra essere Porthetes sp. (Curculionidae) mentre un ruolo minore sembra avere Antliarhinus zamiae (Brentidae).

## Distribuzione e habitat
È ampiamente diffuso in buona parte del Sudafrica, dalla provincia del Capo Orientale al KwaZulu-Natal  e al confinante Swaziland.